# Kostel Nanebevzetí Panny Marie (Jindřichův Hradec)
Proboštský kostel Nanebevzetí Panny Marie pochází asi z 60.–70. let 14. století. Byl založen jako nový farní kostel a kostel komendy Řádu německých rytířů za Oldřicha III. z Hradce (1312–1349), protože se kostel sv. Jana Křtitele předával minoritům.
Dokončovací práce probíhaly až do počátku 15. století. Patronát náležel hned od vzniku kostela německým rytířům, a to až do roku 1434, kdy byl za husitských válek vypálen. V roce 1483 byl dosazen Jindřichem IV. z Hradce katolický farář, který pro sebe a své nástupce získal 1487 od papeže Inocenta VIII. právo patronátní. Roku 1594 byl kostel Adamem II. z Hradce předán do rukou jezuitů, kteří jej spravovali až do roku 1773. Po zrušení řádu přešel kostel na studijní fond. Vilém Slavata vymohl roku 1625 u papeže Urbana VIII. povýšení fary na hradecké proboštství.

## Kostelní architektura
Kostel je orientovaný, má pseudosíňové trojlodí s dlouhým chórem, pětiboce uzavřeným. Trojlodí je uvnitř rozděleno arkádami a zaklenuto křížovou klenbou. Na severní straně, tedy mezi levou lodí a chórem, je vystavěna čtyřboká hranolová věž, k ní přiléhá sakristie a tzv. Špulířská kaple (1489–1506). Na protější straně, tedy napravo, se nachází tzv. šnek, tedy osmiboká kamenná věžička s točitým schodištěm, která vybíhá 4,75 m nad střechu a je krytá 6 m vysokou jehlancovou střechou. Nachází se zde též dva vchody do pravé lodi, zdobené hrotitými profilovanými portály. Na severní (levé) straně je umístěn jeden vstup a v západním průčelí hlavní lodi poslední, tedy čtvrtý, dnešní hlavní portál z roku 1851. Zdivo kostela je z lomové žuly, asi 1 m silné a omítnuté.
Nejdříve byla vytvořena pravá boční loď, boční podélná zeď s pěti mohutnými opěrnými pilíři, na čelní straně obloženými kvádry, které ve výši oken přechází z čtyřbokého hranolu na pětiboký. Poté byla vytvořena užší průčelná zeď s opěrákem a od ní dovnitř kostela vstupují pilíře střední lodi. V této fázi přišel stavitel nový a zbudoval střední a levou loď. Stavba je méně hmotná, více článkovitá a zdobná. Žebrové klenby bočních lodí jsou stejně vysoké a mají shodné i arkády, klenba střední lodi je mírně převyšuje. V západní části trojlodí je kruchta na dvou pilířích o třech arkádách, podklenuta hvězdicovou klenbou. V chóru a levé lodi jsou trojdílná okna s jednoduchým profilováním. Okna z levé lodi jsou též užší než ta z pravé. V koutě mezi chórem a levou lodí je vztyčena vysoká věž, v jejímž sklepení bývala mariánská kaple, ta bývala s levou lodí spojena dveřmi, které byly v 19. století zazděny. V kryptě kostela pod presbytériem jsou uloženy ostatky pánů z Hradce a Slavatů.

## Historie
V 15. století utrpěl kostel velké škody, a to roku 1434, kdy město vypálili táborité a roku 1467 kdy bylo město obléháno králem Jiřím z Poděbrad. Sešlý kostel dal opravit roku 1482 Jindřich IV. z Hradce. Po roce 1483 byla tedy zřízena kruchta v pozadí kostela postupně ve všech třech lodích (rozšířena do pravé lodi byla až 1653). Spočívá na třech obloucích a hustém klenutí síťových žeber. Na kruchtu vedou v obou koutech točité schody, k nim jsou upraveny i dveře, v levé lodi pozdně gotické, v pravé renesanční.
Při levé lodi, vedle sakristie a věže, byla roku 1489 založena tzv. Špulířská kaple. Pojmenování získala po svém zakladateli rytíři Viktorinu Špulíři z Jiter, pánem na Tučapech. Byla dostavěna 1506, jak uvádí letopočet uvedený na opěráku. Zpočátku byla nazývána kaplí Nejsvětější Trojice, pak kaplí Špulířskou, dále kaplí sv. Hippolyta, protože v ní byly uloženy ostatky tohoto světce, a po roce 1820, kdy byly ostatky uloženy jinde, kaplí mariánskou. V dnešní době se navrátili k původnímu názvu podle zakladatele. Kaple je zasvěcena Panně Marii, je sklenuta krouženou žebrovou klenbou s figurálně zdobenými svorníky a plastickými postavami zvířat v klenebních polích. Můžeme zde vidět opici, krokodýla, kance,vlka, hrocha a jiná zvířata vytvářená na způsob chrličů. V trojdílných oknech kaple jsou plaménkové kružby. Na novogotickém oltáři z roku 1856 je gotická socha Madony z doby kolem 1430.
Roku 1599 nechal Jáchym Oldřich z Hradce vystavět jezuitům sakristii vedle kaple. Žulové obložení dveří, ozdobené pětilistými růžemi, je sestaveno z kusů, pocházejících z budov zámku.
Mezi zdí pravé lodi a chórem byla již v 16. století vytvořena kaple mrtvých. Roku 1642 ji dal hradecký měšťan Matyáš Traumuller z Ehrensteimu rozšířit a zřídit rodinnou hrobku. Roku 1630 bylo nad kaplí vystavěno oratorium. Do chóru mělo osmikřídlé okno a přístup do něj byl po šneku v osmiboké věžičce.
Roku 1664 byl kostel vydlážděn na náklady paní Magdalény Strakové.
Věž pochází patrně ze 14. století, i když první dochované písemné zprávy jsou až ze století patnáctého. V roce 1506 nechalo město věž pokrýt novou olověnou bání a o sto let později bylo přistavěno horní patro. V 17. století mívala věž nad kostelem ještě tři patra. Nejvyšší bylo pro hlásného. Nacházelo se na ní sedm zvonů.
19. května 1801 vypukl požár, který zničil velkou část města a zasáhl také kostel a věž. Shořely krovy i vnitřní zařízení, až na kamennou křtitelnici a ostatky sv. Hippolyta. Spadly zvony a roztavily se, zřítilo se klenutí chóru, popukaly dva pilíře lodi, byly zničeny římsy oken. Oheň za několik dní vystřídaly lijáky, které rozmočily zdivo a tak se větší míře zřítila střední a v menší míře boční lodě. Až v roce 1807 byl kostel zastřešen krovem o 2 m nižším než míval. Opravné práce probíhaly v letech 1808–1828. Bylo opraveno zdivo a klenby, v chóru původní žebrová klenba nahrazena obyčejnou křížovou z cihel, popukané pilíře byly vyzděny a upevněny skobami. Byl také vyzděn kamenný šnek, kamenné kružby v oknech byly nahrazeny dřevěnými a cihlovými. Střecha věže byla pokryta mědí až roku 1812. Věž byla snížena o jedno patro a její vnější podoba se moc nezměnila. Její výška je celkem 68,3 m.
Za války roku 1809 se kostel používal jako skladiště erárního sena a slámy, o rok později začal být upravován vnitřek, byl postaven hlavní oltář, zřízena kazatelna a postaveny varhany. 1. ledna 1811 byl kostel znova vysvěcen. Roku 1851 byl proražen hlavní vchod a roku 1873 byl kostel zbaven různých přístavků a opraven.